# Mahmud I.
Mahmud I. (2. srpna 1696 – 13. prosince 1754) byl sultánem Osmanské říše v letech 1730 – 1754.

## Vláda
Byl synem sultána Mustafy II. Sultánem se stal během povstání konzervativních janičářů proti jeho strýci Ahmedovi III. Toto povstání posléze potlačil a hlavní vůdce nechal popravit, čímž mohl dále pokračovat v reformách armády, zaváděných jeho strýcem, s cílem větší modernizace.
Poté vedl válku s Persií s nejednoznačným výsledkem, nakonec tuto válku ukončil mír v roce 1736, který potvrdil stejný stav jako před počátkem války.
V jihovýchodní Evropě musel dále čelit koalici rakouských a ruských vojsk. Zde dosáhl úspěšného vojenského obratu, když se mu povedlo znovu ovládnout Bělehrad v roce 1739.
Během panování Mahmuda I. byl zaveden systém posílání Fanariotů jako správců knížectví Moldavska a Valašska.
Zemřel v roce 1754 na srdeční selhání po návratu z mešity z pravidelné páteční modlitby.
Jeho smrtí Osmanská říše začala opět pomalu upadat.